# Danh sách di sản thế giới tại Brasil

Brasil đồng ý với bộ quy ước về Di sản thế giới vào ngày 1 tháng 9 năm 1977, và kể từ đó, các di tích lịch sử văn hóa cũng như tự nhiên của quốc gia Nam Mỹ này đủ điều kiện để được đưa vào danh sách. Tính đến năm 2016, Brasil hiện có 20 di sản thế giới được UNESCO công nhận, trong đó có 13 di sản văn hóa và 7 tự nhiên.
Địa điểm đầu tiên tại Brasil được UNESCO công nhận là Thị trấn lịch sử Ouro Preto, được ghi vào danh sách tại kỳ họp lần thứ tư của Ủy ban Di sản thế giới diễn ra tại Paris (Pháp) vào năm 1980. Năm 1983, Khu truyền giáo Dòng Tên của Guaranis được đưa vào danh sách như là một nỗ lực chung của Brasil với Argentina, và nó trở thành Di sản thế giới xuyên quốc gia đầu tiên của Brasil. Vào năm 1986, Vườn quốc gia Iguaçu là Di sản thế giới mang giá trị tự nhiên đầu tiên được đưa vào danh sách. Di sản mới nhất của Brasil được đưa vào danh sách là Bến tàu Valongo được vinh danh vào năm 2017.
Ngoài các di sản chính thức đã được công nhận, Brasil cũng đã đề cử 24 di sản trong danh sách dự kiến.

## Danh sách
Địa điểm; Tên chính thức từ Ủy ban Di sản thế giới của UNESCO.
Vị trí; tên thành phố, tỉnh hoặc bang và tọa độ.
Tiêu chuẩn; Theo đánh giá của Ủy ban Di sản thế giới.
Diện tích; tính theo đơn vị hecta và mẫu Anh. Nếu có số liệu, thì diện tích vùng đệm được đặt trong dấu mở ngoặc đơn. Nếu để trống tức là không có thông tin gì về số liệu công bố của UNESCO.
Năm công nhận; Thời điểm mà Di sản được UNESCO công nhận chính thức.
Mô tả; Mô tả khái quát về thông tin di sản, lý do di sản bị đưa vào Danh sách di sản thế giới bị đe dọa (nếu có)
| Địa điểm | Hình ảnh | Vị trí                                                                                 | Tiêu chuẩn                | Diện tích ha (mẫu Anh) | Năm công nhận | Mô tả |
| --- | --- | -------------------------------------------------------------------------------------- | ------------------------- | ---------------------- | ------------- | --- |
| Các khu dự trữ Đông nam Rừng Đại Tây Dương | Forested mountains topped by rocks. | Paraná và São Paulo 24°10′0″N 48°00′0″T / 24,16667°N 48°T                              | Thiên nhiên: (vii)(ix)(x) | 468.193 (1.156.930)    | 1999          | Khu vực bao gồm những khu rừng Đại Tây Dương cuối cùng còn lại, là khu vực có sự đa dạng rất cao với nhiều loài quý hiếm và đặc hữu. Các khu bảo tồn tự nhiên ở đây được quan tâm lớn từ cả các nhà khoa học và bảo tồn. |
| Brasília | Human sculptures and a hyperbolic shaped modern building with white ribs and glass.                                                         | Quận liên bang 15°47′0″N 47°54′0″T / 15,78333°N 47,9°T                                 | Văn hóa: (i)(iv)          | —                      | 1987          | Được quy hoạch bởi Lúcio Costa và Oscar Niemeyer năm 1956, Brasília đã được tạo ra từ hư không để trở trở thành thủ đô thay thế Rio de Janeiro. Cùng với Chandigarh ở Ấn Độ, đây là hai thành phố duy nhất mà Le Corbusier áp dụng nguyên tắc thiết kế các đô thị trên quy mô lớn. |
| Các đảo Đại Tây Dương của Brasil: Các khu dự trữ Fernando de Noronha và Đảo san hô Rocas                                                                                | Bờ biển với bãi cát của Fernando de Noronha.                                                                                                | Pernambuco và Rio Grande do Norte 3°51′29″N 32°25′30″T / 3,85806°N 32,425°T            | Thiên nhiên: (vii)(ix)(x) | 42.270 (104.500)       | 2001          | Là một trong số ít các môi trường sống hải đảo ở Nam Đại Tây Dương, nó là môi trường sống quan trọng của các loài trên cạn và không gian sinh sản cho sinh vật biển bao gồm các loài bị đe dọa, đặc biệt là đồi mồi. |
| Tổ hợp khu bảo tồn Trung Amazon | Satellite image of a wide river and smaller meandering tributaries running through a light green landscape.                                 | Amazonas 2°20′0″N 62°00′30″T / 2,33333°N 62,00833°T                                    | Thiên nhiên: (ix)(x)      | 5.323.018 (13.153.460) | 2000          | Như là khu bảo tồn lớn nhất ở lưu vực sông Amazon, đây là nơi đáng chú ý cho đa dạng sinh học cao, phạm vi môi trường sống rộng lớn từ khu rừng Várzea tới Igapó và số lượng lớn các loài đang bị đe dọa. Nó đã được công nhận bởi nhiều cơ quan bảo tồn khác nhau như là một khu vực ưu tiên bảo tồn cao. |
| Khu vực bảo vệ Cerrado: Các vườn quốc gia Chapada dos Veadeiros và Emas                                                                                                 | Thung lũng và cảnh quan dãy núi Rocky. | Goiás 14°00′20″N 47°41′5″T / 14,00556°N 47,68472°T                                     | Thiên nhiên: (ix)(x)      | 367.356 (907.760)      | 2001          | Đây là hai vườn quốc gia đặc trưng của hệ sinh thái Cerrado, một trong những hệ sinh thái nhiệt đới lâu đời nhất thế giới. Ngoài ra, đây cũng là nơi nương tựa của nhiều loài trong quá trình thay đổi khí hậu. |
| Các rừng nhiệt đới bờ biển Đại Tây Dương | View of vast forested landscape. | Bahia và Espírito Santo 16°30′0″N 39°15′0″T / 16,5°N 39,25°T                           | Thiên nhiên: (ix)(x)      | 111.930 (276.600)      | 1999          | Nó bao gồm một số khu vực Rừng Đại Tây Dương cuối cùng, với sự đa dạng sinh học cao, cùng nhiều loài động thực vật đặc hữu, quý hiếm. Chính vì vậy, nó được sự quan tâm từ các nhà nghiên cứu khoa học cũng như bảo tồn. |
| Trung tâm lịch sử Salvador de Bahia | Large three-storied buildings with facades painted in bright colors: light blue and yellow.                                                 | Bahia 12°58′0″N 38°30′0″T / 12,96667°N 38,5°T                                          | Văn hóa: (iv)(vi)         | —                      | 1985          | Thị trấn thuộc địa cổ này là thủ đô đầu tiên của Brasil và cũng là thị trấn mua bán nô lệ đầu tiên ở Tân Thế giới. Nơi đây bảo quản một số lượng lớn các tòa nhà nhiều màu sắc của kiến trúc Renaissance từ thế kỷ 16 đến 18. |
| Trung tâm lịch sử São Luís | A cobblestone street of old single-storied brightly colored houses.                                                                         | Maranhão 2°30′51″N 44°18′9″T / 2,51417°N 44,3025°T                                     | Văn hóa: (iii)(iv)(v)     | 67 (170)               | 1997          | São Luís lưu giữ quy hoạch của thị trấn hình chữ nhật và nhiều công trình lịch sử khiến nó trở thành một thị trấn thuộc địa Bồ Đào Nha điển hình. |
| Trung tâm lịch sử của Thị trấn Diamantina | Old church, cobble stone streets and two-storied houses with white facades.                                                                 | Minas Gerais 18°40′0″N 43°36′0″T / 18,66667°N 43,6°T                                   | Văn hóa: (ii)(iv)         | 29 (72)                | 1999          | Một ví dụ được bảo quản tốt của kiến trúc Baroque, Diamantina là thị trấn thuộc địa thế kỷ 18 được thành lập tại một khu vực núi đá khắc nghiệt, nhanh chóng trở thành một trung tâm khai thác mỏ kim cương trong các thế kỷ 18 và 19. |
| Trung tâm lịch sử của Thị trấn Goiás | Facade of a two-storied stone church, largely painted white/beige with red/brownish window frames.                                          | Goiás 15°56′0″N 50°08′0″T / 15,93333°N 50,13333°T                                      | Văn hóa: (ii)(iv)         | 40 (99)                | 2001          | Thành lập vào năm 1727 bởi nhà thám hiểm bandeirante Bartolomeu Bueno da Silva, Goiás lưu giữ nhiều di sản thuộc địa và là một trong những ví dụ điển hình về khu định cư của người châu Âu tại Nam Mỹ. |
| Trung tâm lịch sử của Thị trấn Olinda | White stone church with red tile roof near the sea.                                                                                         | Pernambuco 8°00′48″N 34°50′42″T / 8,01333°N 34,845°T                                   | Văn hóa: (ii)(iv)         | 120 (300)              | 1982          | Thành lập vào năm 1537, thị trấn thịnh vượng như một trung tâm sản xuất mía. Sau sự cướp bóc của người Hà Lan vào thế kỷ 17, trung tâm lịch sử ngày nay phần lớn được xây dựng trong thế kỷ 18 với sự kết hợp hài hòa của các tòa nhà, vườn, nhà thờ, tu viện và nhà nguyện. |
| Thị trấn lịch sử Ouro Preto | Two-storied white buildings with red roof tiles lining a square. At the end of the square there is a prominent building with a clock tower. | Minas Gerais 20°23′20″N 43°30′20″T / 20,38889°N 43,50556°T                             | Văn hóa: (i)(iii)         | —                      | 1980          | Sự thịnh vượng của thị trấn khi nó là trung tâm của cơn sốt vàng ở Brazil trong thế kỷ 18, được phản ánh trong qua một số lượng lớn các nhà thờ được bảo quản tốt, cầu và đài phun nước, rất nhiều trong số chúng được thiết kế bởi nhà điêu khắc Baroque Aleijadinho. |
| Vườn quốc gia Iguaçu | A large horseshoe shaped waterfall. | Paraná 25°41′0″N 54°26′0″T / 25,68333°N 54,43333°T                                     | Thiên nhiên: (vii)(x)     | 170.086 (420.290)      | 1986          | Cùng với Vườn quốc gia Iguazú bên phía Argentina là hai vườn quốc gia bảo vệ thác nước Iguazu, một trong số những thác nước lớn nhất thế giới, và là nhà của nhiều loài động vật quý hiếm đang bị đe dọa trong đó có Thú ăn kiến khổng lồ và Rái cá lớn. Địa điểm cũng đã từng bị liệt vào Danh sách di sản bị đe dọa từ 1999 đến 2001 do việc mở một con đường làm ảnh hưởng đến cảnh quan, cùng với ảnh hưởng từ con đập trên sông Iguazu và các chuyến bay trực thăng. |
| Khu truyền giáo dòng Tên của Guaranis: San Ignacio Miní, Santa Ana, Nuestra Señora de Loreto và Santa María Mayor (Argentina), phế tích São Miguel das Missões (Brasil) | Tàn tích của một nhà thờ đá với mặt tiền và tháp.                                                                                           | Rio Grande do Sul và Misiones, Argentina 28°32′36″N 54°15′57″T / 28,54333°N 54,26583°T | Văn hóa: (iv)             | —                      | 1983          | Quần thể bao gồm 5 khu phế tích của các khu truyền giáo dòng Tên của người Tây Ban Nha được thành lập trong các khu rừng nhiệt đới, vùng đất của người Guaraní trong thế kỷ 17 và 18 và đặc trưng bởi hình dáng kích thước cụ thể. |
| Quần thể hiện đại Pampulha | White modernist building in front of a lake.                                                                                                | Minas Gerais 19°51′7″N 43°58′25″T / 19,85194°N 43,97361°T                              | Văn hóa: (i)(ii)(iv)      | 154 (380)              | 2016          | Khu vực được liệt kê bao gồm một dự án đô thị được tạo ra vào năm 1940 tại Belo Horizonte, Minas Gerais. Nó được thiết kế xung quanh hồ Pampulha, một hồ nước nhân tạo. Quần thể bao gồm một casino, một phòng khiêu vũ, câu lạc bộ du thuyền và Nhà thờ Saint Francis của Assisi. Các tòa nhà được thiết kế bởi kiến trúc sư Oscar Niemeyer, phối hợp với kiến trúc sư cảnh quan Roberto Burle Marx và nhiều nghệ sĩ Tân thời người Brazil khác. |
| Khu bảo tồn Pantanal | Plain with forests, grassland, rivers and many lakes.                                                                                       | Mato Grosso và Mato Grosso do Sul 17°43′0″N 57°23′0″T / 17,71667°N 57,38333°T          | Thiên nhiên: (vii)(ix)(x) | 187.818 (464.110)      | 2000          | Nơi đây bao gồm 4 khu vực bảo vệ, là một trong những khu vực có hệ sinh thái ngập nước lớn nhất thế giới, với số lượng phong phú và đa dạng của nhiều loài động thực vật có nguy cơ tuyệt chủng, đặc biệt là các loài chim mặt nước. |
| Rio de Janeiro: Cảnh quan giữa núi và biển | Human sculptures and a hyperbolic shaped modern building with white ribs and glass.                                                         | Rio de Janeiro 22°56′52″N 43°17′29″T / 22,94778°N 43,29139°T                           | Văn hóa: (v)(vi)          | 7.249 (17.910)         | 2012          | Các địa điểm được liệt kê là một khung cảnh đô thị đặc biệt chứ không phải là một di sản được xây dựng. Nó bao gồm các yếu tố tự nhiên quan trọng đã hình thành và truyền cảm hứng cho sự phát triển của thành phố: từ điểm cao nhất của Vườn quốc gia Tijuca cho tới khu vực bờ biển. Chúng cũng bao gồm Vườn bách thảo được thành lập vào năm 1808, núi Corcovado với Tượng Chúa Kitô Cứu Thế cùng những ngọn đồi xung quanh vịnh Guanabara, bao gồm cả cảnh quan được thiết kế của Copacabana đã góp phần vào nền văn hóa sống ngoài trời của thành phố ngoạn mục này. Rio de Janeiro cũng được công nhận cho những cảm hứng nghệ thuật mà nó đã đem tới cho các nhạc sĩ, những người thiết kế cảnh quan và kiến trúc đô thị. |
| Nhà thờ Bom Jesus do Matosinhos ở Congonhas | Stairs leading to a white stone church with two towers. Sculptures are placed on walls in front of the church.                              | Minas Gerais 20°29′59″N 43°51′28″T / 20,49972°N 43,85778°T                             | Văn hóa: (i)(iv)          | —                      | 1985          | Được xây dựng vào thế kỷ thứ 18, nó là một nhà thờ với một cầu thang ngoài trời và được trang trí với những bức tượng được điêu khắc bởi Aleijadinho. |
| Quảng trường São Francisco của thị trấn São Cristóvão | White church on a square. | Sergipe 11°00′58″N 37°12′36″T / 11,01611°N 37,21°T                                     | Văn hóa: (ii)(iv)         | 3 (7,4)                | 2010          | Quảng trường được bao quanh bởi hai nhà thờ, cung điện và các tòa nhà của các thời kỳ lịch sử khác nhau, cùng nhau tạo thành khuôn mẫu cho những kiến trúc Phan xít tại đông bắc Brazil. |
| Vườn quốc gia Serra da Capivara | Rock painting in red of a four legged animal, a smaller four legged animal and a human figure.                                              | Piauí 8°25′0″N 42°20′0″T / 8,41667°N 42,33333°T                                        | Văn hóa: (iii)            | —                      | 1991          | Các địa điểm là một trong số cộng đồng dân cư lâu đời nhất ở Nam Mỹ, với những dấu tích còn sót lại là một số lượng lớn các bức tranh hang động, một số có niên đại cách đây 25.000 năm. |
| Địa điểm khảo cổ Bến tàu Valongo | | Rio de Janeiro 22°53′49,6″N 43°11′14,62″T / 22,88333°N 43,18333°T                      | Văn hóa (vi)              | 0,3895 (0,962)         | 2017          | Đây là khu vực bến cảng cũ của Rio de Janeiro, trong đó bến tàu bằng đá cũ được xây dựng để tiếp nhận những tàu chở nô lệ châu Phi đến lục địa Nam Mỹ từ năm 1811. Khoảng 900.000 người Châu Phi đã đến Nam Mỹ qua Valongo. |

## Danh sách dự kiến
Ngoài các di sản chính thức được UNESCO công nhận, các quốc gia thành viên cũng có thể duy trì số lượng di sản dự kiến để có thể xem xét đề cử. Và đề cử chỉ được chấp nhận nếu các địa điểm trước đó đã được liệt kê trong danh sách di sản dự kiến. Tính đến năm 2016, Brasil có 24 di sản dự kiến là:<ref name=tentativelists>
1. Khu dự trữ sinh quyển Đảo san hô Rocas (06/09/1996)
2. Nhà hát Amazonia: Nhà hát Amazon và Nossa Senhora da Paz (30/01/2015)
3. Trạm sinh thái Anavilhanas (16/09/1998)
4. Quần thể pháo đài của Brasil (30/01/2015)
5. Hẻm núi Rio Peruaçu, Minas Gerais (11/03/1998)
6. Khu vực bảo vệ môi trường sống Cavernas do Peruaçu/Vườn bang Veredas Do Peruaçu (16/09/1998)
7. Đập Cedro tại Di tích tự nhiên Cự thạch Quixadá (30/01/2015)
8. Cảnh quan văn hóa Paranapiacaba: Làng và hệ thống đường sắt trên dãy Serra do Mar, São Paulo (27/02/2014)
9. Nhà thờ Giáo hội và Tu viện São Bento, Rio de Janeiro (06/09/1996)
10. Tranh khắc đá Acre (30/01/2015)
11. Con đường Vàng tại Parati và cảnh quan văn hóa của nó (08/01/2004)
12. Cung điện Văn hóa, trụ sở cũ của Bộ Giáo dục và Sức khỏe, Rio de Janeiro (06/09/1996)
13. Vườn quốc gia Serra da Bocaina (São Paulo - Rio de Janeiro) (06/09/1996)
14. Di chỉ khảo cổ Itacoatiara do Ingá (30/01/2015)
15. Vườn quốc gia Pico da Neblina (Amazonas) (06/09/1996)
16. Vườn quốc gia Lençóis Maranhenses (07/06/2017)
17. Vườn quốc gia Serra da Canastra (16/09/1998)
18. Vườn quốc gia Serra da Capivara và khu bảo tồn thường xuyên của nó (16/09/1998)
19. Vườn quốc gia Serra do Divisor (16/09/1998)
20. Các địa điểm của Roberto Burle Marx (30/01/2015)
21. Trạm sinh học Taim (Rio Grande do Sul) (06/09/1996)
22. Trạm sinh học Raso da Catarina (Bahia) (06/09/1996)
23. Ver-o-Peso (27/02/2014)